# Марк Карні
Марк Джозеф Карні (англ. Mark Carney; нар. 16 березня 1965, Форт-Сміт, Північно-Західні території, Канада) — канадський економіст і політик, Прем'єр-міністр Канади (з 14 березня 2025 року), лідер правлячої Ліберальної партії Канади. Раніше був 8-м керівником Банку Канади з 2008 по 2013 рік і 120-м керівником Банку Англії з 2013 по 2020 рік. Крім того, він був головою Ради з фінансової стабільності з 2011 по 2018 рік.

## Біографія
Карні народився у Форт-Сміті, Північно-Західні території, і виріс в Едмонтоні, Альберта. Він отримав ступінь бакалавра економіки в Гарвардському університеті в 1988 році, продовжив навчання в Оксфордському університеті, де отримав ступінь магістра в 1993 році та докторський ступінь у 1995 році.
Він обіймав різні посади в Goldman Sachs, перш ніж приєднатися до Департаменту фінансів Канади в 2004 році як старший помічник заступника міністра. У 2007 році Карні був призначений керівником Банку Канади, де він відповідав за монетарну політику Канади під час світової фінансової кризи. Він очолював центральний банк Канади до 2013 року, коли його призначили керівником Банку Англії, де він очолював реакцію центрального банку Великобританії на Brexit і ранню пандемію COVID-19.
Після керівництва банками Карні обіймав посаду голови та голови відділу імпакт-інвестування в Brookfield Asset Management і голови нової ради директорів Bloomberg L.P. Він також був спеціальним посланником Організації Об'єднаних Націй з кліматичних заходів і фінансів. Пізніше Карні був неофіційним радником прем'єр-міністра Джастіна Трюдо під час пандемії COVID-19, а після цього — головою цільової групи з економічного зростання Ліберальної партії.
Марк Карні подав у відставку з усіх посад у січні 2025 року, щоб балотуватися в лідери Ліберальної партії Канади.
9 березня 2025 року обраний лідером правлячої Ліберальної партії Канади. За підсумками голосування він набрав 86 відсотків голосів.
14 березня 2025 року склав присягу й офіційно приступив до виконання обов'язків прем'єр-міністра Канади.
Після розпуску Парламенту в березні 2025 року Ліберальна партія, яку він очолює, перемогла на Парламентських виборах 28 квітня того ж року, що дозволило йому сформувати новий уряд.